# Pedro Rhuas
Pedro Rhuas (Mossoró, 28 de abril de 1996) é um artista brasileiro. Além de cantor, produtor e jornalista, Pedro tem notoriedade  por ser autor do livro best-seller Enquanto eu não te encontro , um dos primeiros romances nacionais com representatividade LGBTQIAP+ e nordestina voltado ao público jovem a estrear direto na lista de mais vendidos da revista Veja .

## Carreira literária
Pedro Rhuas começou a escrever aos onze anos, em comunidades de RPG no Orkut sobre Harry Potter.
Enquanto eu não te encontro  foi primeiramente publicado em formato digital na Amazon de modo independente. Apesar de ter iniciado a escrever o romance em 2016, Pedro conta que o deixou de lado por alguns anos e o mesmo só veio a ser comercializado em março de 2020 . Em junho do mesmo ano, o autor submeteu Enquanto eu não te encontro no Concurso de Literatura Pop (CLIPOP)  da Editora Seguinte, selo jovem do grupo editorial Companhia das Letras, e foi eleito vencedor, resultando, assim, a publicação do livro em 5 de julho de 2021  através da Editora .
Enquanto eu não te encontro estreou na lista de livros mais vendidos (na categoria infantojuvenil) da revista Veja  do mês de julho em vigésima colocação, em agosto ocupava o 12° lugar e findou o mês de setembro como o 5° lugar  da lista, caracterizando o potiguar como um autor de best-seller. Atualmente Enquanto eu não te encontro conta com mais de 50 mil cópias vendidas , tendo vendido 10 mil em apenas dois meses de publicação .
Enquanto reescrevia Enquanto eu não te encontro, Pedro Rhuas também publicou uma novela em e-book, O mar me levou a você 
, na Amazon em 25 de fevereiro de 2021.
Em seus livros, Pedro Rhuas preza pela representatividade LGBTQIAP+ e nordestina , tendo os cenários dessa região do país como palco das histórias.
Em 2023, Pedro lançou a novela O Universo sabe o que faz , um spin-off do seu romance de estreia, "Enquanto eu não te encontro". A história acompanha Eric, melhor amigo do protagonista, em um intercâmbio na Espanha.
No dia 30 de agosto de 2023, Rhuas lançou o seu segundo romance pela Editora Seguinte, O mar me levou a você . Antes de ser comercializado oficialmente, o livro , passou por uma venda ilegal em diversas cidades do país , causando comoção de outros/as autores/as nacionais e grandes veículos midiaticos, como a Folha de S.Paulo . Apesar disso, o romance foi o livro mais vendido do Grupo Editorial Companhia das Letras na Bienal do Livro de 2023 .
O autor também participa de duas antologias de contos. Uma é chamada A gente se vê na parada (HarperCollins)  e celebra a vida de personagens LGBTQIAP+ durante uma Parada do Orgulho LGBT em São Paulo; a antologia também apresenta histórias de grandes nomes da literatura, como o autor iraniano-americano Abdi Nazemian. A outra, Finalmente 15 , foi lançada pela Galera Record, comemorando os 15 anos do Grupo Editorial.

## Carreira musical
Com cinco mil ouvintes mensais na plataforma musical Spotify, Pedro Rhuas começou sua carreira de cantor em 2019, quando lançou Cilada (Mssida), uma parceria com rappers marroquinos de Meknés. A música chegou a ganhar um videoclipe gravado no Marrocos durante a passagem do cantor pela África do Norte. Foi somente em 2020 que Rhuas deu pontapé aos trabalhos da carreira musical com o lançamento solo de um single homônimo ao seu romance de estreia, Enquanto eu não te encontro . Pensando no livro, o potiguar planejou um álbum de músicas como trilha sonora, que foi lançado em 4 de novembro de 2021 . O álbum, que conta com 13 músicas, é intitulado Contador de histórias e foi o seu primeiro álbum de estúdio. O projeto bebe de referências da música pop dos anos 1980 e 2010 e amplia o universo da história do romance.
Através da música, Pedro Rhuas foi indicado ao Prêmio Hangar  em 2020 nas categorias Artista revelação e Videoclipe produzido em casa .
No mesmo ano, outros singles foram produzidos e disponibilizados nas plataformas musicais, a exemplo de Máquina do tempo, Noites de natal e ainda covers de músicas como Canção da esperança e Como vai você .
Em fevereiro de 2021, Pedro Rhuas, em parceria com o cantor Victor Cavalcanti, lançou a música Boto pra lascar .
Com o sucesso do seu primeiro álbum que acompanha o livro Enquanto eu não te encontro, ao lançar  O mar me levou a você, Rhuas também disponibilizou uma música que faz parte da trilha sonora. Nenhum encontro é por acaso traz uma melodia que remete ao romance de verão vivido por Matias e Júlio, protagonistas da história.

## Prêmios e indicações
| Ano  | Prêmio                             | Categoria                    | Indicação                            | Resultado |
| ---- | ---------------------------------- | ---------------------------- | ------------------------------------ | --------- |
| 2020 | Prêmio Hangar                      | Artista revelação            | Pedro Rhuas                          | Indicado  |
| 2020 | Prêmio Hangar                      | Videoclipe produzido em casa | Enquanto eu não te encontro (música) | Indicado  |
| 2020 | Concurso de Literatura Pop, CLIPOP | Obra de ficção               | Enquanto eu não te encontro (livro)  | Venceu    |